# بادگیر (پوشاک)

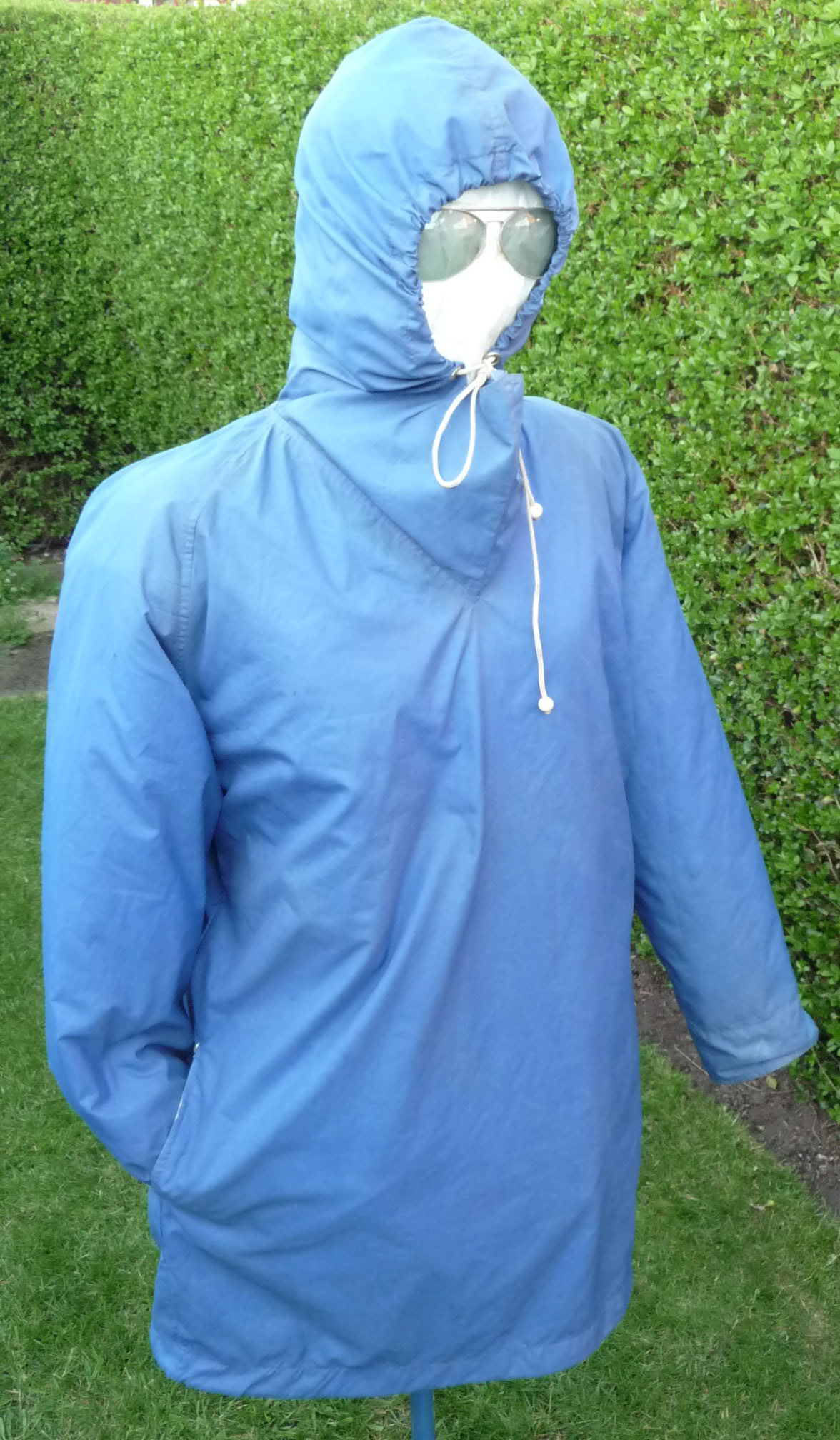
بادگیر قدیمی پیتر استورم با دست زیپ‌دار به لباس‌های زیر و آستین‌های بلند با سرآستین‌های طوفانی کشدار، مدل‌شده برروی مانکن

یک بادگیر یا بادشکن (به انگلیسی: cagoule)، اصطلاح انگلیسی بریتانیایی برای بارانی یا کاپشن سبک‌وزن ضدآب با کلاه (معمولاً بدون آستر) است که اغلب به شکل تا-روی-زانو است. معادل انگلیسی کانادایی بادشکن است. کلمه cagoule از فرانسوی به معنای کلاه‌صورت‌پوش یا سَرپوش به عاریت گرفته شده است.
در برخی از نسخه‌ها، هنگامی که جمع می‌شود، سَرپوش (به انگلیسی: hood) یا جیب جلوی سینه ضربدری به عنوان کیسه ای عمل می‌کند که می‌توان پوسته را در آن بسته‌بندی کرد.

## تاریخچه و سبک‌ها
بادگیر که می‌توان آن را در بسته‌ای بسیار فشرده جمع کرد و در کیف یا جیب حمل کرد، توسط نیروی دریایی سلطنتی سابق، نوئل بیبی، ثبت اختراع شد و در اوایل دهه ۱۹۶۰ با نام تجاری پیتر استورم در بریتانیا عرضه شد.
در سال ۱۹۶۵، برند فرانسوی بادگیر کی‌وِی معرفی شد.